# Črni kamenjak
Črni kamenjak (znanstveno ime Sympetrum danae) je vrsta raznokrilih kačjih pastirjev iz družine ploščcev, razširjena po hladnejših predelih severne poloble.

## Opis
Odrasli dosežejo 29 do 34 mm v dolžino, od tega zadek 18–26 mm, zadnji krili pa merita 20–30 mm. So majhni kačji pastirji, za starejše samce je značilno, da so v celoti črni, nezreli samci in samice pa imajo temnorumeno osnovno barvo s črnimi znamenji. Od znamenj je značilen črn trikotnik na vrhu oprsja tik za glavo in črna proga ob strani oprsja, v kateri so tri rumene pike. Starejši samci so podobni samcem drugih vrst, ki v starosti povsem potemnijo (taki so na primer temni slaniščarji), a imajo te sredozemsko razširjenost in se ne pojavljajo skupaj.
Odrasli letajo od zgodnjega poletja do pozno jeseni, najbolj aktivno avgusta.

## Ekologija in razširjenost
Črni kamenjak se razmnožuje v osončenih barjih in močvirjih z dobro razvito obrastjo iz trstičja, redkeje pa v drugih zaščitenih vodnih telesih brez rib. Vezan je na hladna območja; na severu Sredozemlja se pojavlja le v visokogorskih močvirjih in jezerih.
Vrsta ima t. i. holarktično razširjenost po severnih predelih Severne Amerike in Evrazije. V Aziji se pojavlja južno do Gruzije in Armenije ter kitajske province Sečuan, v Evropi pa do Alp in Pirenejev.
V Sloveniji je prisoten le na peščici najdišč, med katerimi je Črno jezero na Pohorju, kjer se razvijejo velike populacije. Za odsotnost z barij ni znanega razloga. Zaradi redkih lokalitet velja za skrajno ogroženega. Kot prizadeta vrsta je deviški pastir uvrščen na Rdeči seznam kačjih pastirjev iz Pravilnika o uvrstitvi ogroženih rastlinskih in živalskih vrst v rdeči seznam.